# 蓟州鲁班庙
40°02′45″N 117°24′04″E / 40.04583°N 117.40111°E
蓟州鲁班庙位于天津市蓟州区，为古代蓟州人奉祀土木工匠祖师鲁班（公输子）所修建的庙宇，又名公输子庙，1986年被列为蓟县文物保护单位（其中西配殿以“一分利文具店”之名单独列为蓟县文物保护单位），1991年被列为天津市文物保护单位，2006年被列为重点保护等级历史风貌建筑。

## 历史
蓟州鲁班庙始建年代不详，清光绪三年（1877年）重修。1986年，天津市人民政府和蓟县人民政府拨专款对其进行整修。

## 建筑
蓟州鲁班庙占地面积为840平方米，建筑面积为341平方米，为清代官式建筑。整座庙宇由山门、正殿、配殿和厢房组成。山门面阔三间，进深两间，并设有板门和抱鼓石。正殿单檐歇山顶，面阔三间，进深一间，设有菱花格门和隔扇窗。屋顶铺绿色琉璃瓦。鲁班庙的内外檐均装饰有青、绿、墨色的夔龙、锦纹、花鸟彩绘。
- 山门
- 院内
- 正殿
- 正殿西侧